# Glenea luteosignata
Glenea luteosignata é uma espécie de escaravelho da família Cerambycidae.